# Đại hội Thể thao toàn quốc
Đại hội Thể thao toàn quốc là sự kiện thể thao đa môn cấp quốc gia chính thức và lớn nhất của Việt Nam. Đại hội được tổ chức theo chu kỳ bốn năm một lần, với lần gần nhất là vào tháng 12 năm 2022, khi kỳ Đại hội lần thứ IX diễn ra tại Quảng Ninh.
Lần đầu tiên sự kiện này được tổ chức là vào năm 1985, với kỳ Đại hội lần thứ I diễn ra tại thủ đô Hà Nội. Đại hội diễn ra theo chu kỳ năm năm một lần từ năm 1985 đến năm 1995 (cho ba lần tổ chức đầu tiên), sau đó tạm ngừng trong vòng gần một thập kỷ. Mãi cho đến năm 2002, kỳ Đại hội tiếp theo, Đại hội lần thứ IV mới được tổ chức và kể từ đó Đại hội được tổ chức đều đặn theo chu kỳ bốn năm một lần cho đến hiện tại. Từ năm 2018, tên gọi của sự kiện đã được đổi từ Đại hội Thể dục Thể thao toàn quốc thành Đại hội Thể thao toàn quốc.
Gần như toàn bộ các đoàn thể thao đại diện cho các tỉnh, thành phố, bộ, ngành từng tham dự Đại hội trong lịch sử đều đã giành được huy chương, trừ bốn đoàn là Hà Tuyên, Nam Hà, Nghĩa Bình và Thuận Hải chưa từng có được huy chương nào; đây đều là các tỉnh cũ hiện đã giải thể, ngày nay trở thành tám đơn vị hành chính kế thừa gồm: Hà Giang và Tuyên Quang (tách ra từ Hà Tuyên), Nam Định và Hà Nam (tách ra từ Nam Hà), Quảng Ngãi và Bình Định (tách ra từ Nghĩa Bình), Bình Thuận và Ninh Thuận (tách ra từ Thuận Hải). Những tỉnh này sau khi tồn tại độc lập đã tiếp tục cử vận động viên tham dự với tư cách là những đoàn thể thao riêng biệt và cũng từ đó mới bắt đầu có được những thành tích đáng kể đầu tiên.
Tính đến hết kỳ Đại hội năm 2022, trên bảng tổng sắp huy chương, đoàn Hà Nội và đoàn Thành phố Hồ Chí Minh chia nhau hai vị trí dẫn đầu với thành tích hoàn toàn áp đảo so với phần còn lại, đoàn Quân đội xếp thứ ba. Nếu chỉ xét riêng các tỉnh miền núi, Bắc Giang hiện đang là đoàn có thành tích đứng đầu, ngay sau đó lần lượt là các đoàn Thái Nguyên và Đắk Lắk.

## Phát sóng
Lễ khai mạc và bế mạc Đại hội do ê-kíp của Ban Thể thao – Đài Truyền hình Việt Nam thực hiện (trước đây là Ban Thể thao – Giải trí – Thông tin Kinh tế), được truyền hình trực tiếp trên VTV1 (trước đây là VTV3 và VTV6) và đài truyền hình của địa phương đăng cai Đại hội.

## Các kỳ Đại hội
| Đại hội | Năm  | Đăng cai   | Thời gian               | Môn          | Nội dung     | Đoàn         | Vận động viên | Vận động viên | Vận động viên | Đoàn đứng đầu  | Tham khảo |
| Đại hội | Năm  | Đăng cai   | Thời gian               | Môn          | Nội dung     | Đoàn         | Nam           | Nữ            | Tổng          | Đoàn đứng đầu  | Tham khảo |
| ------- | ---- | ---------- | ----------------------- | ------------ | ------------ | ------------ | ------------- | ------------- | ------------- | -------------- | --------- |
| I       | 1985 | Hà Nội     | 22–29 tháng 9           | 15           | 125          | 27           | 845           | 388           | 1.233         | TP.HCM (lần 1) | [ 1 ]     |
| II      | 1990 | Hà Nội     | 2–9 tháng 9             | 18           | 167          | 46           | 1.100         | 353           | 1.453         | TP.HCM (lần 2) | [ 2 ]     |
| III     | 1995 | Hà Nội     | 17–24 tháng 9           | 26           | 286          | 56           | 2.649         | 1.102         | 3.751         | TP.HCM (lần 3) | [ 3 ]     |
| IV      | 2002 | Hà Nội     | 14–22 tháng 11          | 30           | 533          | 64           | Không rõ      | Không rõ      | 6.084         | Hà Nội (lần 1) | [ 4 ]     |
| V       | 2006 | TP.HCM     | 16–24 tháng 9           | 53           | 677          | 66           | Không rõ      | Không rõ      | 7.942         | Hà Nội (lần 2) | [ 5 ]     |
| VI      | 2010 | Đà Nẵng    | 25 tháng 12–5 tháng 1   | 60           | 901          | 66           | Không rõ      | Không rõ      | Không rõ      | Hà Nội (lần 3) | [ 6 ]     |
| VII     | 2014 | Nam Định   | 6–16 tháng 12           | 36           | 741          | 65           | Không rõ      | Không rõ      | 7.424         | Hà Nội (lần 4) | [ 7 ]     |
| VIII    | 2018 | Hà Nội     | 15 tháng 11–10 tháng 12 | 36           | 743          | 65           | 4.376         | 3.188         | 7.564         | Hà Nội (lần 5) | [ 8 ]     |
| IX      | 2022 | Quảng Ninh | 9–21 tháng 12           | 53           | 941          | 65           | 5.578         | 3.886         | 9.464         | Hà Nội (lần 6) | [ 9 ]     |
| X       | 2026 | TP.HCM     | Chưa diễn ra            | Chưa diễn ra | Chưa diễn ra | Chưa diễn ra | Chưa diễn ra  | Chưa diễn ra  | Chưa diễn ra  | Chưa diễn ra   | [ 10 ]    |

## Các môn thể thao
- Bắn cung  (chi tiết)

- Bắn súng  (chi tiết)

- Bi-a  (chi tiết)

- Bi sắt  (chi tiết)

- Bowling  (chi tiết)

- Bóng bàn  (chi tiết)

- Bóng chuyền  (chi tiết)

- - Bóng chuyền bãi biển
  - Bóng chuyền trong nhà
- Bóng đá  (chi tiết)

- - Bóng đá
  - Bóng đá trong nhà
- Bóng ném  (chi tiết)

- - Bóng ném bãi biển
  - Bóng ném trong nhà
- Bóng rổ  (chi tiết)

- Canoeing  (chi tiết)

- Cầu lông  (chi tiết)

- Cầu mây  (chi tiết)

- Chèo thuyền  (chi tiết)

- Cờ vua  (chi tiết)

- Cử tạ  (chi tiết)

- Đấu kiếm  (chi tiết)

- Đẩy gậy  (chi tiết)

- Điền kinh  (chi tiết)

- Golf  (chi tiết)

- Ba môn phối hợp  (chi tiết)

- Judo  (chi tiết)

- Jujutsu  (chi tiết)

- Karate  (chi tiết)

- Kéo co  (chi tiết)

- Khiêu vũ thể thao  (chi tiết)

- Kickboxing  (chi tiết)

- Kurash  (chi tiết)

- Lân - sư - rồng  (chi tiết)

- Muay Thái  (chi tiết)

- Pencak silat  (chi tiết)

- Quần vợt  (chi tiết)

- Quyền Anh  (chi tiết)

- Taekwondo  (chi tiết)

- Thể dục dụng cụ  (chi tiết)

- - Thể dục nghệ thuật
  - Thể dục nhịp điệu
- Thể hình  (chi tiết)

- Thể thao dưới nước
  -  Bơi lội  (chi tiết)

- -  Lặn  (chi tiết)

- -  Nhảy cầu  (chi tiết)

- Vật  (chi tiết)

- Vật dân tộc  (chi tiết)

- Vovinam  (chi tiết)

- Võ cổ truyền  (chi tiết)

- Wushu  (chi tiết)

- Xe đạp  (chi tiết)

- - Địa hình
  - Đường trường

## Bảng tổng sắp huy chương
Lưu ý:
- Tất cả các thành tích huy chương dưới đây mới chỉ được thống kê đến hết kỳ Đại hội năm 2018.
- Mã viết tắt 3 chữ cái cho tên của các đoàn thể thao tham dự mới chỉ bắt đầu được sử dụng trên hệ thống kể từ kỳ Đại hội năm 2022, vì vậy các đoàn thể thao đã chấm dứt sự tồn tại của mình từ trước đó sẽ không có mã viết tắt.

| Hạng                | Đoàn                        | Vàng | Bạc  | Đồng | Tổng số |
| ------------------- | --------------------------- | ---- | ---- | ---- | ------- |
| 1                   | Hà Nội (HNO)                | 841  | 594  | 614  | 2049    |
| 2                   | Thành phố Hồ Chí Minh (HCM) | 738  | 597  | 550  | 1885    |
| 3                   | Quân đội* (QD)              | 345  | 334  | 436  | 1115    |
| 4                   | Hải Phòng (HPG)             | 167  | 145  | 210  | 522     |
| 5                   | Thanh Hóa (THA)             | 147  | 133  | 161  | 441     |
| 6                   | Công an Nhân dân* (BCA)     | 109  | 120  | 175  | 404     |
| 7                   | Đà Nẵng (DNG)               | 94   | 103  | 158  | 355     |
| 8                   | An Giang (AGI)              | 79   | 113  | 114  | 306     |
| 9                   | Đồng Tháp (DTP)             | 71   | 54   | 90   | 215     |
| 10                  | Hải Dương^ (HDU)            | 69   | 89   | 116  | 274     |
| 11                  | Khánh Hòa (KHA)             | 53   | 48   | 91   | 192     |
| 12                  | Quảng Ninh (QNH)            | 50   | 58   | 88   | 196     |
| 13                  | Đồng Nai (DNA)              | 46   | 49   | 100  | 195     |
| 14                  | Nghệ An (NAN)               | 43   | 41   | 95   | 179     |
| 15                  | Cần Thơ (CTH)               | 39   | 48   | 70   | 157     |
| 16                  | Vĩnh Long (VLG)             | 34   | 39   | 48   | 121     |
| 17                  | Hà Tây^                     | 33   | 46   | 58   | 137     |
| 18                  | Bắc Giang^ (BGI)            | 33   | 32   | 45   | 110     |
| 19                  | Thái Nguyên (TNG)           | 30   | 54   | 81   | 165     |
| 20                  | Bình Dương^ (BDU)           | 30   | 53   | 98   | 181     |
| 21                  | Vĩnh Phúc^ (VPH)            | 30   | 32   | 50   | 112     |
| 22                  | Sóc Trăng^ (STG)            | 29   | 44   | 92   | 165     |
| 23                  | Thái Bình^ (TBH)            | 29   | 41   | 44   | 114     |
| 24                  | Bình Định^ (BDI)            | 28   | 40   | 49   | 117     |
| 25                  | Quảng Bình^ (QBI)           | 27   | 43   | 31   | 101     |
| 26                  | Bình Thuận^ (BTN)           | 27   | 26   | 57   | 110     |
| 27                  | Nam Định^ (NDH)             | 27   | 25   | 21   | 73      |
| 28                  | Bến Tre^ (BTR)              | 26   | 24   | 35   | 85      |
| 29                  | Đắk Lắk (DLA)               | 23   | 18   | 46   | 87      |
| 30                  | Ninh Bình (NBI)             | 22   | 20   | 33   | 75      |
| 31                  | Bắc Ninh (BNI)              | 19   | 35   | 57   | 111     |
| 32                  | Quảng Nam^ (QNA)            | 19   | 19   | 34   | 72      |
| 33                  | Kiên Giang^ (KGI)           | 19   | 14   | 30   | 63      |
| 34                  | Hà Tĩnh (HTI)               | 18   | 21   | 42   | 81      |
| 35                  | Quảng Ngãi (QNG)            | 17   | 10   | 44   | 71      |
| 36                  | Tiền Giang^ (TGG)           | 16   | 31   | 48   | 95      |
| 37                  | Huế (HUE)                   | 15   | 29   | 60   | 104     |
| 38                  | Bình Phước^ (BPC)           | 15   | 22   | 38   | 75      |
| 39                  | Quảng Trị (QTR)             | 15   | 17   | 16   | 48      |
| 40                  | Hưng Yên (HYE)              | 14   | 26   | 49   | 89      |
| 41                  | Bà Rịa – Vũng Tàu^ (VTB)    | 14   | 24   | 73   | 111     |
| 42                  | Long An^ (LAN)              | 13   | 45   | 59   | 117     |
| 43                  | Tây Ninh (TNI)              | 12   | 17   | 28   | 57      |
| 44                  | Hòa Bình^ (HBI)             | 12   | 5    | 11   | 28      |
| 45                  | Phú Thọ (PTH)               | 11   | 28   | 61   | 100     |
| 46                  | Trà Vinh^ (TVH)             | 11   | 12   | 33   | 56      |
| 47                  | Hải Hưng^                   | 10   | 16   | 15   | 41      |
| 48                  | Hà Nam^ (HNA)               | 9    | 18   | 11   | 38      |
| 49                  | Gia Lai (GLA)               | 9    | 16   | 20   | 45      |
| 50                  | Sơn La (SLA)                | 7    | 12   | 9    | 28      |
| 51                  | Bạc Liêu^ (BLI)             | 6    | 14   | 15   | 35      |
| 52                  | Yên Bái^ (YBA)              | 6    | 13   | 19   | 38      |
| 53                  | Lào Cai (LCI)               | 6    | 12   | 19   | 37      |
| 54                  | Cà Mau (CMU)                | 6    | 7    | 17   | 30      |
| 55                  | Hậu Giang^ (HAG)            | 6    | 5    | 7    | 18      |
| 56                  | Điện Biên (DBI)             | 6    | 1    | 6    | 13      |
| 57                  | Lâm Đồng (LDG)              | 5    | 7    | 19   | 31      |
| 58                  | Hà Bắc^                     | 5    | 7    | 6    | 18      |
| 59                  | Hà Sơn Bình^                | 5    | 4    | 2    | 11      |
| 60                  | Tuyên Quang (TQU)           | 4    | 10   | 18   | 32      |
| 61                  | Lạng Sơn (LSN)              | 4    | 8    | 27   | 39      |
| 62                  | Đắk Nông^ (DKN)             | 3    | 7    | 13   | 23      |
| 63                  | Phú Khánh^                  | 3    | 4    | 7    | 14      |
| 64                  | Quảng Nam – Đà Nẵng^        | 2    | 8    | 18   | 28      |
| 65                  | Bắc Kạn^ (BKA)              | 2    | 7    | 3    | 12      |
| 66                  | Bộ Giáo dục và Đào tạo*^    | 2    | 5    | 16   | 23      |
| 67                  | Hà Nam Ninh^                | 2    | 4    | 4    | 10      |
| 68                  | Hoàng Liên Sơn^             | 2    | 1    | 1    | 4       |
| 69                  | Lai Châu (LCA)              | 2    | 0    | 1    | 3       |
| 70                  | Phú Yên^ (PYE)              | 1    | 7    | 20   | 28      |
| 71                  | Kon Tum^ (KTU)              | 1    | 6    | 26   | 33      |
| 72                  | Cao Bằng (CBA)              | 1    | 6    | 14   | 21      |
| 73                  | Bình Trị Thiên^             | 1    | 4    | 1    | 6       |
| 74                  | Hà Giang^ (HGI)             | 1    | 3    | 18   | 22      |
| 75                  | Ninh Thuận^ (NTH)           | 1    | 3    | 9    | 13      |
| 76                  | Nghệ Tĩnh^                  | 1    | 3    | 2    | 6       |
| 77                  | Hội thể thao Đại học^       | 0    | 2    | 4    | 6       |
| 77                  | Sông Bé^                    | 0    | 2    | 4    | 6       |
| 79                  | Minh Hải^                   | 0    | 2    | 3    | 5       |
| 80                  | Vĩnh Phú^                   | 0    | 1    | 3    | 4       |
| 81                  | Cửu Long^                   | 0    | 0    | 5    | 5       |
| 82                  | Bắc Thái^                   | 0    | 0    | 2    | 2       |
| 83                  | Vũng Tàu – Côn Đảo^         | 0    | 0    | 1    | 1       |
| 84                  | Hà Tuyên^                   | 0    | 0    | 0    | 0       |
| 84                  | Nam Hà^                     | 0    | 0    | 0    | 0       |
| 84                  | Nghĩa Bình^                 | 0    | 0    | 0    | 0       |
| 84                  | Thuận Hải^                  | 0    | 0    | 0    | 0       |
| Tổng số (87 đơn vị) | Tổng số (87 đơn vị)         | 3678 | 3643 | 4924 | 12245   |